# 叶庆耀
叶庆耀（1927年12月8日—2019年2月6日），出生於日治臺灣屏东，中國機械工程師和政治人物。1947年2月28日，葉慶耀參與反國民黨統治臺灣的示威，被監禁於綠島數年，隨後於1956年從金門逃往中國大陸。他在中國大陸擔任過工程師，也曾任職臺灣民主自治同盟福建省委員會主委、福建省政協副主席。

## 生平

### 早年生活和教育
葉慶耀於1927年12月8日，在日治臺灣屏東的一個富裕醫生家庭出生。他接受日治時期的臺灣教育，只會說少許的臺灣話。1942年，15歲的他赴日本东京工业大学机械工学部学习。
1945年，第二次世界大戰日本投降，由國民黨領導的中華民國政府接管臺灣，葉慶耀於1946年完成學業後返回臺灣。

### 二二八事件、逮捕、逃亡
1947年初，葉慶耀獲美國哥倫比亞大學研究所錄取。他在出發前往美國以前，二二八事件爆發，國民黨以暴力鎮壓反政府示威者。葉慶耀於是加入了對抗的行列，從臺北回到屏東，自組「抗暴隊」突襲當地的兵器庫。國民黨軍隊抵達屏東時，他逃向臺東的山區。
葉慶耀躲藏了4年，在1951年被逮捕。他被流放到綠島關押數年，隨即調往金門島服勞役，進行修船工作。
金門由位於臺灣島的中華民國政府控制，不過地理位置為中國大陸福建沿海附近。1956年3月，葉慶耀決定逃往中國大陸，他於深夜划著舢舨渡海，到達福建漳浦。

### 中國大陸職業生涯
葉慶耀在中國大陸學會講漢語普通話。他先後到福建省人民政府所属福建省工業廳和福建省水產局擔任工程師，並在1961年7月成為福建省水產研究所工程師、副研究員。葉慶耀的主要工作是研發工業化捕魚設備和技術，曾4次獲頒省級科技進步獎。
文化大革命時期，葉慶耀遭到迫害，事後獲得政治平反。1981年加入臺盟後，他從1985年到1988年出任臺盟廈門市委員會（市委）主委，1985年到1987年出任該黨福建省委主委。其它政治職務包括：臺盟中央委員會常委（1983年到1993年）、福建省政協副主席（1996年到1998年）。他在1999年2月退休。
2014年，葉慶耀接受中國大陸媒體採訪時表示，若二二八事件沒有發生，他或許會在美國過不起眼的生活，晚年在家鄉過完餘生。然而，他在那起事件後再也無法回屏東了。
2019年2月6日，葉慶耀在廈門逝世，終年91歲。